# Burj Mohammed Bin Rashid
El Burj Mohammed Bin Rashid es un rascacielos de Abu Dhabi, que mide 381 metros y tiene 88 plantas. Se localiza en el Central Market de Abu Dhabi. Forma parte del World Trade Center Abu Dhabi, que es un complejo de 3 torres, una de las cuales (la más alta) es esta. El proyecto finalizó en el 2014.

## World Trade Center Abu Dhabi

### Burj Mohammed Bin Rashid
El edificio más alto del World Trade Center, el Burj Mohammed Bin Rashid, es también el edificio más alto de Abu Dhabi y el rascacielos con más plantas de la ciudad con 381 metros y 88 plantas.

### The Offices
La torre de oficinas, llamada The Offices, tiene una altura de 278 metros y 60 plantas. La construcción finalizó a mediados del 2013.

### Central Market Hotel Tower
El edificio más bajo, la Central Market Hotel Tower, tiene una altura de 255 metros y alberga 58 plantas de hotel. Su construcción estuvo parada varios años, desde el 2009 hasta el 2013. Se espera que su construcción finalice en el 2016.